# کیمبولتون، کمبریج‌شر
کیمبولتون (به انگلیسی: Kimbolton) یک روستا و محله مدنی در بریتانیا است که در هانتینگدونشر واقع شده‌است. کیمبولتون ۱٬۴۷۷ نفر جمعیت دارد.